# Tyler Cavanaugh
Tyler Robert Cavanaugh, né le 9 février 1994 à Syracuse dans l'État de New York, est un joueur américain de basket-ball évoluant au poste d'ailier fort.

## Biographie
Le 5 novembre 2017, il signe un contrat two-way avec les Hawks d'Atlanta. 
Le 18 décembre 2017, après de bonnes performances, il signe un contrat de plusieurs années avec les Hawks.
Le 15 juillet 2019, il signe avec le club allemand de l'ALBA Berlin.
En juillet 2020, Cavanaugh s'engage avec l'Iberostar Tenerife.
En juin 2021, il rejoint le Žalgiris Kaunas avec lequel il signe un contrat sur deux saisons avec une saison supplémentaire en option.

## Palmarès
- Vainqueur de la coupe de Lituanie 2022
- Vainqueur de la Coupe d'Allemagne 2020
- Champion d'Allemagne 2020